# Emiliano Sala
Emiliano Raúl Sala Taffarel (Cululú, 31 de outubro de 1990 – Canal da Mancha, 21 de janeiro de 2019) foi um futebolista argentino que atuava como atacante. Em janeiro de 2019 foi anunciado pelo Cardiff City, como a contratação mais cara da história do clube galês, que desembolsou 15 milhões de libras (o equivalente a R$ 73,4 milhões) pelo seu futebol. Enquanto fazia justamente o percurso rumo ao seu novo clube, o avião em que estava desapareceu enquanto sobrevoava o Canal da Mancha, no dia 21 de janeiro de 2019, sendo, assim, um dos dois mortos deste voo privado, encontrado por buscas particulares nas adjacências de Guernsey, em 3 de fevereiro, quase 2 semanas depois.

## Carreira
Emiliano Sala começou a carreira no Bordeaux.
Durante sua passagem pelo Bordeaux, foi emprestado para o Futebol Clube do Crato, ao US Orléans, ao Chamois Niortais e ao Caen.
Em 2015 foi contratado pelo Nantes.
Em janeiro de 2019 foi anunciado pelo Cardiff City como a contratação mais cara da história clube galês, que desembolsou 15 milhões de libras (o equivalente a R$ 73,4 milhões) pelo seu futebol.

## Desaparecimento
Em 21 de janeiro de 2019 o avião que transportava Emiliano Sala desapareceu a caminho de Cardiff para assinar o contrato com o time Galês. O modelo da aeronave em que Emiliano viajou era um Piper Malibu que iria perder a validade em 2020 e a bordo estavam apenas o jogador e o piloto, mais tarde identificado como David Ibbotson, um britânico de 60 anos. Apesar da considerável idade do condutor do avião, ele não era tido como um piloto experiente e admitiu estar "um pouco enferrujado" algumas horas antes de alçar voo. Várias buscas foram feitas mas apenas foram encontradas peças flutuando no mar, não confirmadas se eram partes do avião.
Em um áudio enviado minutos antes do avião decolar, já dentro da aeronave, Sala informava que o avião estava caindo aos pedaços, e que "se em uma hora e meia não tiverem notícias minhas, já sabem".
No dia 24 de janeiro de 2019, a Polícia de Guernsey, do Reino Unido, decidiu encerrar todas as operações de busca por Emiliano Sala, o piloto David Ibbotson e o avião. O capitão de polícia David Barker afirmou que tomar esta decisão foi muito difícil, mas ressaltou que passados tantos dias sem o mínimo rastro da aeronave e seus ocupantes, as chances de encontrar sobreviventes era quase zero. Desde então, a comunidade internacional, além de jogadores famosos como Lionel Messi, clamaram para que as buscas por Sala não cessassem. Para contornar isto, foi realizado um sistema de crowdfunding para angariar a meta de 250 mil euros, onde o jogador francês Kylian Mbappé doou 30 mil euros para a causa. Com as doações, as buscas pelo jogador foram retomadas independentemente das autoridades.
Os destroços do avião foram encontrados no dia 3 de fevereiro de 2019 (13 dias após o início das buscas), a pouco mais de 38 quilômetros ao norte da cidade de Guernsey. A carcaça da aeronave foi localizada por um barco que fazia parte da investigação particular contratada pela família depois que a polícia suspendeu as buscas.

## Estatísticas
- Atualizado em 16 de janeiro de 2019. [10]

| Clube                  | Temporada         | Liga Nacional     | Liga Nacional | Liga Nacional | Copa Nacional | Copa Nacional | Copa International | Copa International | Total | Total |
| Clube                  | Temporada         | Divisão           | Jogos         | Gols          | Jogos         | Gols          | Jogos              | Gols               | Jogos | Gols  |
| ---------------------- | ----------------- | ----------------- | ------------- | ------------- | ------------- | ------------- | ------------------ | ------------------ | ----- | ----- |
| Futebol Clube do Crato | 2009–10           |                   | 1             | 2             | 0             | 0             | 0                  | 0                  | 1     | 2     |
| Orléans                | 2012–13           | 3.ª               | 37            | 19            | 0             | 0             | 0                  | 0                  | 37    | 19    |
| Chamois Niortais       | 2013–14           | Ligue 2           | 37            | 18            | 3             | 2             | 0                  | 0                  | 40    | 20    |
| Bordeaux               | 2014–15           | Ligue 1           | 11            | 1             | 1             | 0             | 0                  | 0                  | 12    | 1     |
| Caen                   | 2014–15           | Ligue 1           | 13            | 5             | 0             | 0             | 0                  | 0                  | 13    | 5     |
| Nantes                 | 2015–16           | Ligue 1           | 31            | 6             | 4             | 0             | 0                  | 0                  | 35    | 6     |
| Nantes                 | 2016–17           | Ligue 1           | 34            | 12            | 5             | 3             | 0                  | 0                  | 39    | 15    |
| Nantes                 | 2017–18           | Ligue 1           | 36            | 12            | 2             | 2             | 0                  | 0                  | 38    | 14    |
| Nantes                 | 2018–19           | Ligue 1           | 19            | 12            | 2             | 1             | 0                  | 0                  | 21    | 13    |
| Nantes                 | Total             | Total             | 120           | 42            | 13            | 6             | 0                  | 0                  | 133   | 48    |
| Cardiff City           | 2018–19           | Premier League    | 0             | 0             | 0             | 0             | 0                  | 0                  | 0     | 0     |
| TOTAL na Carreira      | TOTAL na Carreira | TOTAL na Carreira | 219           | 87            | 17            | 8             | 0                  | 0                  | 236   | 95    |